# St. Stephanus (Gebersdorf)

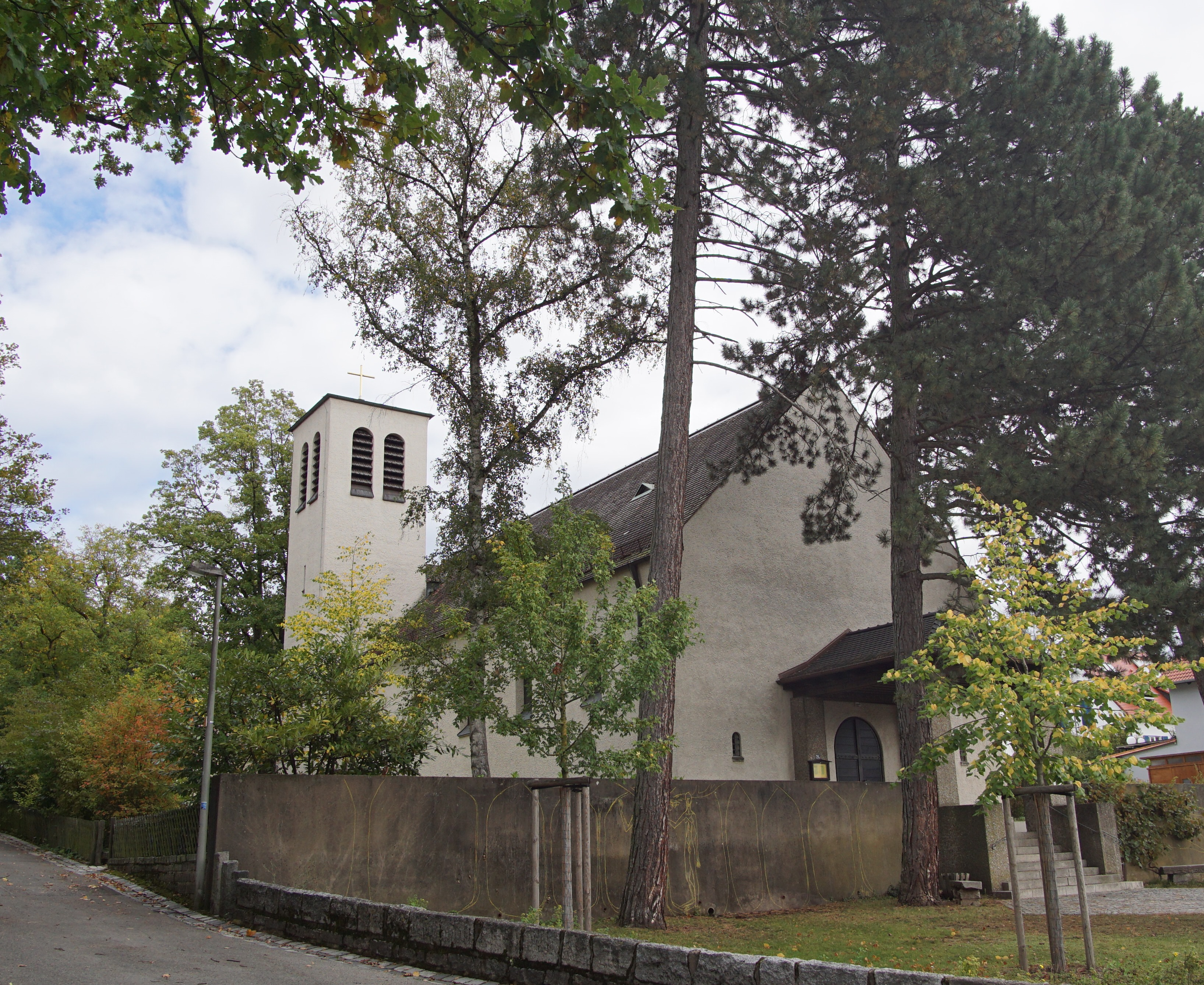
Außenansicht von St. Stephanus

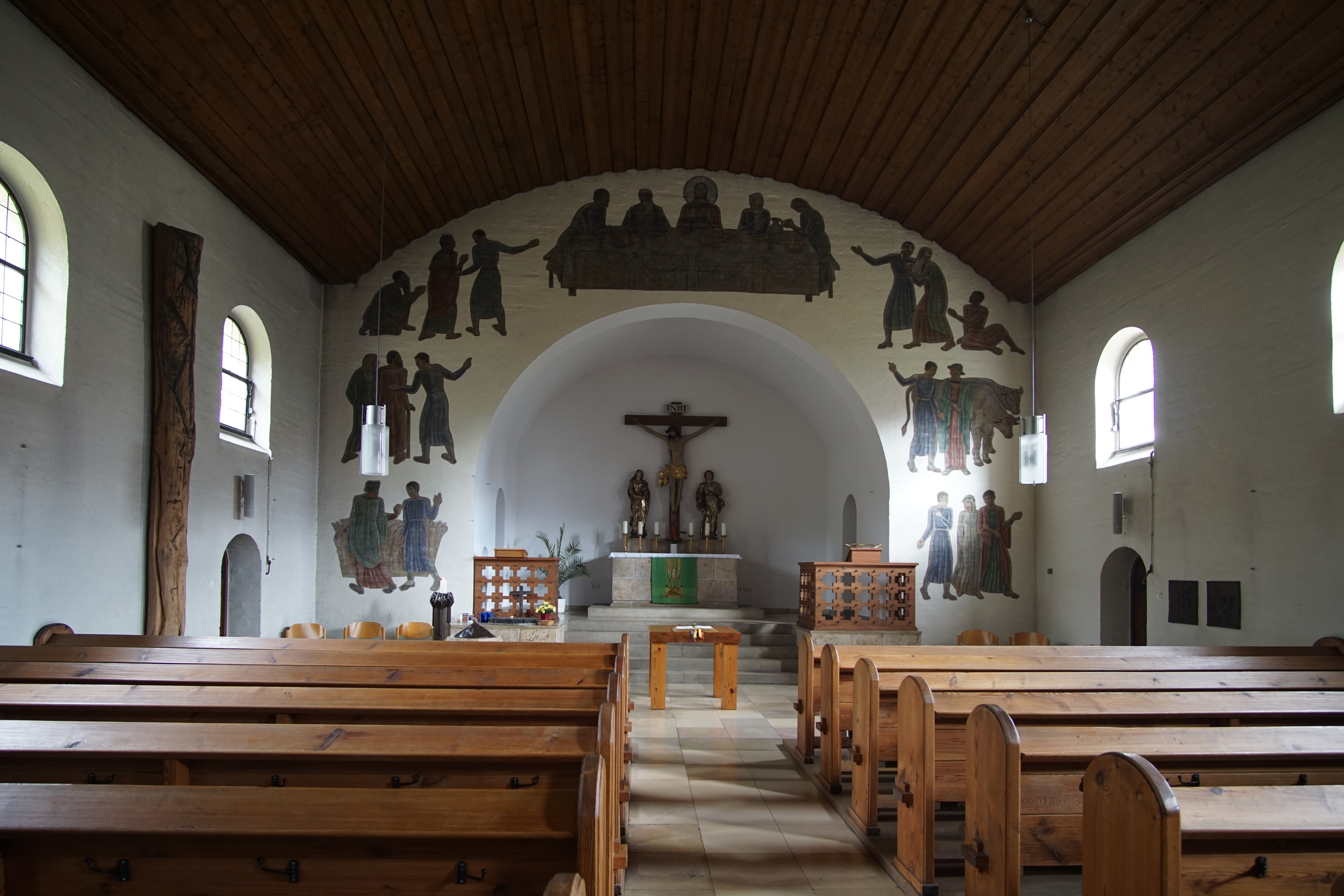
Innenansicht von St. Stephanus

Die evangelisch-lutherische Pfarrkirche St. Stephanus ist ein Kirchengebäude der Evangelisch-Lutherischen Kirche in Bayern in Gebersdorf, einem Stadtteil der kreisfreien Stadt Nürnberg. 

## Geschichte
Der Ort ist seit der Reformation überwiegend protestantisch. Pfarrrechtlich gehörte Gebersdorf ursprünglich zu St. Johannes Baptist (Eibach), eine eigene Kirche entstand erst in den Jahren 1930/31. 1939 wurde die Doppelgemeinde Gebersdorf/Großreuth mit Kleinreuth zum  exponierten Stadtvikariat mit Pfarramt erhoben. 1940 wurde das Vikariat in eine Pfarrei umgewandelt. 1964 wurden die Gemeinden Gebersdorf/Großreuth mit Kleinreuth getrennt.

## Baubeschreibung
Die Kirche ist in der Liste der Baudenkmäler in Nürnberg folgendermaßen beschrieben:
Evangelisch-lutherische Pfarrkirche St. Stephanus: Verputzter Backsteinbau mit Satteldach, Vorhalle und Glockenturm mit flachem Pyramidendach, Saalbau mit Holztonnengewölbe und rundbogiger Chornische, von Christian Ruck, 1930/31, bezeichnet „1931“; mit Ausstattung 